# Igei igenév

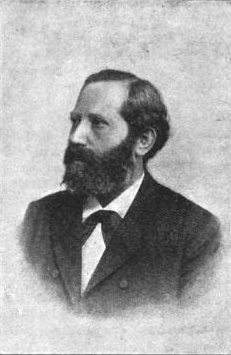
Carl Arendt német nyelvész

Az igei igenév vagy igenévi ige egy olyan szerkezet, mint pl. a Cicero írta könyv, a nyoma veszett ember, Kolumbusz színre lépte előtt. Ez az igealak vagy jelzői szerepben áll, azaz egy főnevet módosít (könyv, ember), vagy pedig valamely toldalékkal, névutóval áll (előtt). Az igealak emellett ‑t, ‑tt toldalékos formájú (múlt idő vagy befejezett melléknévi igenév), valamint egy személyragot tartalmaz vagy a szerkezet igenévi (igei) elemén: írt‑a, lépt‑e, vagy pedig a főnévi tagján: nyom‑a. A szerkezet elnevezése a leíró nyelvtanban attól függ, hogy a szerkezet igéjét (írta, veszett, lépte) ragozott (finit) igének (verbum finitumnak) tekintik-e – ilyenkor az elnevezése igenévi ige –, vagy pedig igenévnek, amely esetben igei igenévként utalnak rá. A régi nyelvtanok, pl. Veress (1887) igejelzőnek nevezte a szerkezetet.

## Adatok

### Nyelvtörténeti formák
A legkorábbi alak a Magyar oklevél-szótár szerint az 1273-ból való menytegudurre, amely a Cicero írta könyv típusba tartozik, míg a nyoma veszett ember-féle változatnak az első írott példányai a Müncheni-kódexben találhatók: egy keze meg aszott ember és a keze aszott embernek formákban.
Jakubovich (1918), Klemm (1942), Károly (1957), Pais (1965) és A. Jászó (1991b) a menytegudurre alakot menny(kő) ütötte gödörre-ként értelmezi. Ezzel ellentétben Velcsovné (1981) mennyütősziget-nek tartja, amely esetben a szerkezet igéje folyamatos melléknévi igenévi formában áll.

### Mai magyar alakok
A Tompa József szerkesztette A mai magyar nyelv rendszere (1961/62) az ilyen szerkezeteket a „Mondatban, lassan végbemenő összetétel” cím alatt tárgyalja, és megjegyzi róluk, hogy a szerkezet szintagmatikus viszonyból lassú összetapadás révén válik szóösszetétellé.

## Leírása

### Elnevezése
1. a Cicero írta könyv: Három fő elképzelés kristályosodott ki az elmúlt kétszáz évben erről a szerkezetről. Időrendben a következők voltak ezek: 1. igés, 2. főneves, 3. igeneves. Ebből csak az igés és igeneves elmélet maradt meg napjainkra, de e két állásponton belül is vannak, amelyek a másik felé közelítenek attól függően, hogy az ige mennyire rendelkezik igenévi vonásokkal, ezt képviseli az igenévi igés koncepció, vagy hogy az igenév mennyiben mutat fel igés vonásokat, ez pedig az igei igeneves érvelés sodrába tartozik. 
  1. Igés: a szerkezet verbális tagja egy tárgyas ragozású véges (ragozott/finit) ige, mely alárendelt alannyal áll. A szerkezet egy jelzői (beágyazott) önálló (tag)mondat. Ezt az álláspontot képviseli Szenczi Molnár (1610), Pereszlényi (1702), Magyar grammatika (1795), Révai (1805), Verseghy (1805), Arendt (1865), Veress (1887), Zolnai (1893): még egyértelműen igés, Szinnyei (1894), Balassa (1895), Zolnai (1944): szinkrón elemzésben ige, diakrón elemzésben igenévből keletkezett, Pais (1965), Jakab (1987, 1988).
  2. Igenévi ige: a szerkezet verbális eleme kettős szófajú: igenévi tulajdonságokkal rendelkező ige, mely jelzői szerepben állhat, mint egy igenév, de alanyi bővítménye és igei személyragjai lehetnek, mint egy igének, és személyragjaik tárgyas igei személyragok. Ezt az álláspontot képviseli Károly (1957), Tompa (1961/62), Rácz (1968), Adamikné Jászó (1985): 3.2. is.
2. Főneves: a szerkezet verbális tagja egy ‑at/‑et képzős főnév, és birtokviszony van a szerkezet két tagja között. Ezt az álláspontot képviseli Simonyi (1875).
3. Igeneves: a szerkezet verbális elemén nem igei személyragok, nem tárgyas ragok vannak, ezért nem véges (ragozott/finit) ige, hanem igenév.
  1. Birtokviszonyos: a szerkezet két tagja között birtokviszony van. Ezt az elképzelést vallja Gondol (1845), Szvorényi (1861), Simonyi (1907a, 1907b, 1914), Fokos (1935), Szepesy (1939, 1982, 1986), A. Jászó (1991b, 1992, 1998).
  2. Predikatív viszonyos: a szerkezet nominális eleme alanyesetet hordoz, és alany–állítmányi viszony van a szerkezet két tagja között. Ezt a nézetet támogatja Klemm (1942), ugyanakkor Adamikné Jászó (1985): 1.2. is, valamint M. Korchmáros (1990): mondatszint alatti alany.
  3. Igei igenév: a szerkezet verbális eleme átmenetet képez az ige és igenév között, és a nominális elem alárendelt alanyi szerepben áll. Ezt képviseli A. Jászó (1991a): a verbális elem személyragjai tárgyas igeragok, Lengyel (2000): igei személyragozás és főnévi személyjelezés is, önálló paradigma, Keszler (2000): személyragozása a névszói személyjelezésre hasonlít, szerkezetszintű alany, Keszler–Lengyel (2002).
4. Jelöletlen határozós: a szerkezet nominális eleme jelöletlen határozót takar. Ezt vallja Antal (1985).

### Formája
Elsőként Szenczi Molnár Albert írja le ezt az igei formát az 1610-ben megjelent Novae Grammaticae Ungaricae (Új magyar grammatika) című könyvében. Szenczi Molnár csak az Cicero írta könyv típussal foglalkozik, és bár a múlt idejű melléknévi igenevek között ír róla, ragozott igének tartja. Szenczi Molnár így fogalmaz: „A t, ott, ett, itt, oett valamint az a, e végűek múlt időt jelölnek; […] A direkt [ határozott ragozású] igékből lesznek az a és e végűek: Látta, kérte;”
Pereszlényi Pál Grammatica Linguæ Ungaricæ (A magyar nyelv grammatikája) című 1702-es munkájában szintén csak az igenevek között szerepelteti az Cicero írta könyv típusú szerkezetet, és Szenczi Molnárhoz hasonlóan egyes szám harmadik személyű múlt idejű igealaknak tartja, és ilyen példákat említ, mint egér rágta sajt, szél kergette polyva, hideg vette legyecske.
Az 1795-ös Debreceni grammatika szintén az igeneveknél ír róla, de hasonlóan a korábbi nyelvtanokhoz ragozott igealaknak tartja, és bemutatja a ragozását is mind múlt, mind pedig jelen időben. Főnevekkel: madár látta fű, eb ugatta, farkas marta, személyes névmásokkal: szeretem ember, szereted ember, szereti ember, szerettem gyermek, szeretted gyermeked, szerette gyermeke.
Révai Miklós A magyar szép tollban, amelyet 1805-ben írt, már az Cicero írta könyv típus mellett, ahol teljes ragozási ragozási sort (paradigmát) állít fel, pl. óhajtottuk, óhajtottátok boldogság, a nyoma veszett ember fajtával, pl. feje vétetett szent János is foglalkozik, mindkettőt az igenevek cím alatt tárgyalja, ugyanakkor mindkét szerkezet igéit ragozott igének (verbum finitum) tartja. „[…] pl. a többes szám 1. személy végződése itt sohasem a névszói -unk, -ünk, hanem az igei -uk, -ük; stb. A nem túl erős divat már a megelőző korszakban elkezdődött […].”
Gondol Dániel az 1845-ben megjelent Magyar nyelvtan című könyvében elsőként a leíró nyelvészek között gondolja, hogy ebben a szerkezetben személyragozott igenév szerepel, amelyről azt állítja, hogy ezek az alakok a múlt idejű formákkal teljesen megegyeznek, még többes számban is. „A mondottuk szabály sehol sincs hűen megtartva. Az idéztétek törvény helyett ujat kell hozni.”